# Pyrrhura hoematotis
Pyrrhura hoematotis е вид птица от семейство Папагалови (Psittacidae).

## Разпространение
Видът е разпространен във Венецуела.